# Катимово
Кати́мово (тат. Кәтем) — деревня в Азнакаевском районе Республики Татарстан, в составе Какре-Елгинского сельского поселения.

## География
Деревня находится на реке Куатлеелга, в 20 км к северо-западу от районного центра — города Азнакаево.

## История
В «Списке населенных мест по сведениям 1859 года», изданном в 1864 году, населённый пункт упомянут как казённая деревня Кашимова 1-го стана Бугульминского уезда Самарской губернии. Располагалась при речке Какрыилге, на просёлочном тракте из Бугульмы в Мензелинск, в 50 верстах от уездного города Бугульмы и в 40 верстах от становой квартиры в казённой и башкирской деревне Альметева (Альметь-муллина). В деревне в 56 дворах жили 391 человек (192 мужчины и 199 женщин). Была мечеть.

## Население
Численность населения по годам.
| 1816 | 1889 | 1908 | 1920 | 1926 | 1938 | 1949 |
| ---- | ---- | ---- | ---- | ---- | ---- | ---- |
| 98   | ↗581 | ↗825 | ↗949 | ↘818 | ↘672 | ↘402 |
| 1958 | 1970 | 1979 | 1989 | 2002 | 2010 | 2015 |
| ↘356 | ↘294 | ↘260 | ↘181 | ↗183 | ↘147 | ↘144 |
| 2021 |      |      |      |      |      |      |
| ↘113 |      |      |      |      |      |      |

| 2018 |
| ---- |
| 143  |

Национальный состав села — татары.

## Инфраструктура
В деревне действуют:
- клуб
- фельдшерско-акушерский пункт[6].

## Религия
В 2007 году была построена мечеть.